# Жута боја школског аутобуса
Жута боја школског аутобуса је боја, која је баш прописана за школске аутобусе у САД 1939. године. Боја је сада службено позната у САД као сјајножута боја националног школског аутобуса, а изворно се зове жута боја националног школског аутобуса. Пигмент који се дуго времена користио у ту сврху била је хром-жута боја.
 У априлу те године, др Френк В. Кир, професор Учитељског колеџа, Универзитета Колумбија у Њујорку је организовао конференцију ради успостављања стандарда за конструкцију националних школских аутобуса, укључујући и стандард за жуту боју. Боја је изабрана јер су се црна утиснута слова најбоље видела на овој нијанси у полутами раног јутра.
На конференцији, која је трајала седам дана, полазници су направили укупно 44 стандарда, укључујући спецификације у вези са дужином аутобуса, висином плафона и ширином пролаза између редова. У избору су биле боје које су дали стручњаци из DuPont и PPG Industries. Конференцију је финансирала са $5.000 Фондација Рокфелер, што је такође обележило догађај. Званичници су се појавили из сваке од тадашњих 48 држава, као и стручњаци из компанија за производњу школских аутобуса и боја. Боју је усвојио Национални уред за стандарде (Који се данас назива Национални институт за стандарде и технологију), као федерални стандард бр. 595а, боја 13432.
Конференција је имала за циљ безбедност, па је такав приступ условио избор жуте боје, која се одржала и у 21. веку. Др. Кир је постао познат као „отац жутих школских аутобуса“.
Ова боја је била употребљена и у неким деловима Уједињеног Краљевства, за потребе тамошњих ауто-превозника.

## Приказ монитора рачунара
Приближна жутој боји националног школског аутобуса у хексадецималном запису је #FFD800. Други хексадецималан запис који се по мишљењу многих сматра коректним је #FFCC00, што може бити згодно јер се ради о веб-безбедној боји. Међутим, #FFCC00 је такође жућкаста нијанса боје мандарине.